# Instasamka
Instasamka (in russo Инстасамка?), pseudonimo di Dar'ja Evgen'evna Zoteeva, coniugata Eropkina (in russo Еропкина?) (in russo Дарья Евгеньевна Зотеева?; Tobol'sk, 11 maggio 2000), è una rapper e cantante russa.

## Biografia
Originaria di Tobol'sk e nota soprattutto per il suo comportamento scandaloso, ha trascorso la sua infanzia e l'adolescenza presso Čechov, dell'oblast' moscovita. È salita alla ribalta nel 2019, anno in cui ha pubblicato gli album in studio Born to Flex e Tripl malyš, la cui popolarità l'hanno resa l'artista nazionale più ricercata su Google nella Federazione Russa nel corso del 2019.
Nel medesimo anno si è snodato il suo primo tour in oltre 30 città, a cui ha fatto seguito la tournée congiunta con MoneyKen Family Tour, a supporto dei dischi Spasibo papaša e Semejnyj biznes, conclusasi a Omsk il 12 dicembre 2021. Lipsi Ha è divenuto un successo in Russia, infrangendo il record per il brano più riprodotto a livello nazionale su Spotify con oltre 300 000 stream in 24 ore, primato poi conquistato da Bandana di Big Baby Tape e Kizaru, contenuto nell'album Bandana I. Il brano, assieme a Juicy, hanno anticipato l'uscita di Moneydealer, che è uscito il 19 novembre seguente e che ha segnato il suo primo ingresso nella Albumų Top 100 della Lituania.
Il 1º luglio 2022 è stato reso disponibile il settimo disco Queen of Rap, trainato dall'unico estratto Rarara. Subito dopo Instasamka ha iniziato a incorporare sonorità pop rap nelle proprie opere discografiche, rintracciabili dapprima nell'LP di successo Popstar, promosso da tre singoli e pubblicato nella seconda metà dell'anno. Si tratta del suo primo lavoro piazzatosi fra le prime posizioni delle classifiche in Lettonia e Lituania, la cui popolarità è stata influenzata dalla hit Za den'gi da; la canzone, accolta da un'ampia risposta commerciale nei primi mesi del 2023, è stata supportata anche dal video relativo uscito il 30 marzo, ha ottenuto due candidature nell'ambito dei premi Viktorija ed è stata quella più popolare in dodici mesi su VK Muzyka. Per la promozione del progetto, Instasamka avrebbe dovuto tenere un tour primaverile nella Federazione Russa, che è stato in seguito rinviato al 2024, poi cancellato, dopo l'intervento delle autorità. Allo stesso tempo è stata inserita da Edgars Rinkēvičs nella lista delle persone indesiderate della Repubblica Lettone per un «possibile sostegno finanziario all'esercito russo» durante l'invasione russa dell'Ucraina, negando l'ingresso all'artista nel suddetto suolo indeterminatamente e portando, di conseguenza, alla cancellazione di un suo concerto.
Durante la prima metà del 2023 Instasamka ha continuato a pubblicare nuovo materiale musicale, tra cui gli inediti Otključaju telefon e Žara; in particolar modo, il primo ha trovato viralità a livello globale, giungendo in top ten nella hit parade della Indian Music Industry. Instasamka è stata inclusa nella lista annuale degli under 30 di Forbes Russia.
I brani Grustnyj dėns, Moj marmeladnyj e Pampim neft' sono usciti nella prima metà del 2024. In occasione dei premi annuali organizzati da Muz-TV, è figurata come l'artista con il maggior numero di nomination ricevute (7); Na Titanike ha ricevuto il riconoscimento alla miglior reinterpretazione. Qualche mese più tardi è stato presentato un EP collaborativo con il gruppo musicale Leningrad, dal titolo Bumery i zumery, primo progetto della cantante che sperimenta il rock.

## Stile musicale e influenze
Instasamka è stata descritta come un'artista pop-house e pop rap. È stata spesso accusata di aver plagiato testi e musiche di altri artisti; in particolar modo della statunitense Cardi B, personaggio a cui è frequentemente messa a confronto tanto da essere definita la «versione russa» della rapper e oggetto di analisi di studio presso l'Università nazionale di ricerca «Scuola superiore di economia».

## Discografia

### Album in studio
- 2019 – Born to Flex
- 2019 – Tripl malyš
- 2020 – Mamacita
- 2020 – Spasibo papaša (con MoneyKen)
- 2020 – Semejnyj biznes (con MoneyKen)
- 2021 – Moneydealer
- 2022 – Queen of Rap
- 2022 – Popstar
- 2024 – Semejnyj biznes 2, Part 1 (con MoneyKen)

### Album di remix
- 2023 – Sped Up Album

### EP
- 2024 – Bumery i zumery (con i Leningrad)

### Singoli
- 2019 – Na chodu
- 2019 – Ariflame
- 2019 – Heavy Metal
- 2019 – Splash Out
- 2019 – Kupidon
- 2019 – Moë imja Daša
- 2019 – Triple Baby Tour
- 2019 – Hater
- 2019 – GTA (con SMN)
- 2019 – My krutye (con MoneyKen)
- 2020 – Uebok (Gotta Run) (con Apashe)
- 2020 – Aue (con SMN)
- 2020 – Polaroid
- 2020 – Intervju
- 2020 – Bloody Party
- 2020 – RPG (con SMN e Paša Technik)
- 2020 – Word Up
- 2020 – Vinton (con MoneyKen)
- 2020 – Fakt
- 2020 – Goba (con Gunwest e MoneyKen)
- 2021 – Mommy
- 2021 – Money Day
- 2021 – Juicy
- 2021 – Terminal (con Vitja AK)
- 2021 – Lipsi Ha
- 2022 – Shake
- 2022 – Snova?
- 2022 – Rarara
- 2022 – Popstar
- 2022 – Volosy nazad
- 2022 – Za den'gi da
- 2023 – Otključaju telefon
- 2023 – Žara
- 2023 – Tjagi
- 2023 – Bestie
- 2023 – V moej golove
- 2023 – Biznes klass
- 2023 – Who I Am
- 2023 – Al'fa-Samka
- 2023 – Na Titanike (con Lolita)
- 2023 – Zaletaj v trendy (con K.Krash)
- 2023 – Sreda
- 2024 – Grustnyj dėns
- 2024 – Moj marmeladnyj
- 2024 – Pampim neft'
- 2024 – Ty i ja
- 2024 – Kendall (con MoneyKen)
- 2024 – Tak choču
- 2024 – Black Russia
- 2025 – Boss

## Tournée
- 2021 – Family Tour (con MoneyKen)

## Libri
- Instasamka: Chajp v Instagram: razgovor po faktam. AST, 2021, ISBN 978-5-17-118710-1.